# بازیلیکای سنت آپولینار
بازیلیکای سنت آپولینار آل ترمه نرونیان-الساندرین («بازیلیکای سنت آپولیناریس در حمام‌های نرون») یک کلیسای در رم، ایتالیا است که به سنت آپولیناره، اولین اسقف راونا تقدیم شده‌است. این کلیسای ایستگاه برای پنجشنبه هفته پنجم در روزه است.

## تاریخچه
این کلیسا در اوایل قرون وسطی، احتمالاً در قرن هفتم تأسیس شد. این اولین بار در Liber Pontificalis در زمان پاپ هادریان اول، با استفاده از spolia از خرابه‌های یک ساختمان امپراتوری ذکر شده‌است. اولین کشیشانی که به کلیسا خدمت کردند احتمالاً راهبان باسیلی شرقی بودند که از آزار و اذیت در دوره شمایل شکن گریخته بودند.
در اواخر قرن هفدهم، کلیسا در وضعیت نامناسبی قرار داشت. بازسازی آن برای مدت طولانی ادامه داشت که احتمالاً به دلیل کمبود بودجه انجام نشد. با وجود این، در سال ۱۷۰۲ کلیسای کوچکی بازسازی شد و به سنت فرانسیس خاویر تقدیم شد، و مجسمه‌ای از قدیس به پیر لو گروس مقدس سفارش داده شد که سنگ مرمر را با زیبایی خارق‌العاده تراشید (این مجسمه بعد از بازسازی ۴۰ ساله کلیسا حفظ شده. و هنوز در محل است).
در سال ۱۹۸۴ کلیسا به وضعیت بازیلیکای کوچک ارتقا یافت.
در ۱۸ دسامبر ۱۹۹۰، کلیسا به اپوس دئی اعطا شد و اکنون بخشی از دانشگاه پاپتیک صلیب مقدس است. کشیش جدید اپوس دئی در ۱ سپتامبر ۱۹۹۱ مستقر شد. در ۱۴ آوریل ۱۹۹۰، زمانی که کلیسا هنوز به اوپوس دئی سپرده نشده بود، گانگستر بدنام انریکو دی پدیس، رئیس به اصطلاح باند ماگلیانا، با مجوز کاردینال اوگو پولتی در سرداب کلیسا به خاک سپرده شد. دفن غیرمعمول به پرونده ناپدید شدن امانولا اورلاندی مرتبط است و مقبره برای تحقیقات در سال ۲۰۱۲ باز شد.

## معماری
کلیسا دارای یک شبستان است. در امتداد ضلع ستون‌هایی با سرستون‌های کورینتی وجود دارد که طاق‌هایی را که به نمازخانه‌های جانبی متصل است، نگه می‌دارند. در سقف طاق آهنگ، نقاشی دیواری پرشکوه سنت آپولیناریس، اثر استفانو پوزی را می‌توان دید.

## کاردینال دیاکون
- دومنیکو جوریو (۱۶ دسامبر ۱۹۳۵–۲۱ اکتبر ۱۹۵۴)
- دومنیکو تاردینی (۱۵ دسامبر ۱۹۵۸–۳۰ ژوئیه ۱۹۶۱)
- خواکین آنسلمو ماریا آلباردا و راموندا، OSB (22 مارس ۱۹۶۲–۱۹ ژوئیه ۱۹۶۶)
- Pericle Felici (26 ژوئن ۱۹۶۷–۲۲ مارس ۱۹۸۲)
- اورلیو ساباتانی (۲ فوریه ۱۹۸۳–۱۹ آوریل ۲۰۰۳)
- Jean-Louis Pierre Tauran (21 اکتبر ۲۰۰۳–۵ ژوئیه ۲۰۱۸)
- Raniero Cantalamessa (28 نوامبر ۲۰۲۰ - اکنون)